# Даніель Корреа Фрейтас
Даніель Корреа Фрейтас (порт. Daniel Corrêa Freitas, 24 січня 1994, Жуїз-ді-Фора — 27 жовтня 2018, Сан-Жозе-дус-Піньяйс) — бразильський футболіст, що грав на позиції півзахисника.

## Ігрова кар'єра
Народився 24 січня 1994 року в місті Жуїз-ді-Фора. Вихованець юнацьких команд футбольних клубів «Крузейру» та «Ботафогу».
У дорослому футболі дебютував 2013 року виступами за команду клубу «Ботафогу», в якій провів два сезони, взявши участь у 14 матчах Серії А, забивши 5 голів.
27 грудня 2014 року підписав трирічний контракт з «Сан-Паулу», втім у новій команді основаним гравцем не став і здавався в оренду в клуби «Корітіба» (Серія А), «Понте-Прета» (Серія Б) та «Сан-Бенту» (Серія Б), за які виступав протягом 2017—2018 років.

## Вбивство
Півзахисник був знайдений мертвим 27 жовтня 2018 року, через 2 години після його вбивства, в кущах у місті Сан-Жозе-дус-Піньяйс. Тіло було майже обезголовлено і в нього було відрізані статеві органи. Прес-служба гравця підтвердила смерть на його Twitter.
Клуб «Сан-Паулу», з яким у Даніеля був контракт до кінця 2018 року, погодився платити зарплату сім'ї жертви до кінця договору, а також допоміг перенести тіло для поховання. Його тіло було поховано на цвинтарі Носса-Сеньйора-да-Консейсау в Консельєйру-Лафаєті, місті, де він провів частину свого дитинства.
Винним у вбивстві виявився бізнесмен Едісон Бріттес, який визнав свій вчинок. Він зазначив, що Фрейтас був запрошений на відзначення 18-річчя дочки Бріттеса Аллани. Під час святкування Даніель замкнувся в одній з кімнат з дружиною бізнесмена і намагався її зґвалтувати. Бріттес почув крики дружини про допомогу, увірвався в кімнату і побачив футболіста без одягу.
«Він був над моєю дружиною. Я зробив те, що зробив би будь-який чоловік. Це могла бути будь-яка жінка в Бразилії. Це могла бути моя дочка, сестра, мати дружини. Саме в той момент постраждала жінка, на якій я одружений 20 років», — заявив Бріттес.

## Титули і досягнення
- Переможець Ліги Каріока (1):

«Ботафогу»: 2013
- Переможець Ліги Паранаенсе (1):

«Корітіба»: 2017